# Begrip
Een begrip is een entiteit waarmee een bepaalde klasse, een idee of een relatie als object aangeduid kan worden.
Om een gegeven als een begrip te kunnen beschouwen zijn twee factoren van belang:
1. Een begrip moet op een of andere wijze duidelijk en eenduidig zijn beschreven.
2. Een begrip moet onder de juiste doelgroep bekend zijn.